# El Puente (Tabasco)
El Puente es una localidad del municipio de Huimanguillo ubicado en la subregión de la Chontalpa del estado mexicano de Tabasco. Hasta el 15 de noviembre de 2014 la localidad era conocida como El Puente 2.ª Sección.

## Geografía
La localidad de El Puente se sitúa en las coordenadas geográficas 18°01′12″N 93°40′11″O / 18.020000, -93.669722, a una elevación de 22 metros sobre el nivel del mar.

## Demografía
Según el Conteo de Población y Vivienda 2020, efectuado por el Instituto Nacional de Estadística y Geografía, la localidad de El Puente tiene 290 habitantes, de los cuales 146 son del sexo masculino y 144 del sexo femenino. Su tasa de fecundidad es de 2.58 hijos por mujer y tiene 87 viviendas particulares habitadas.
| Gráfica de evolución demográfica de El Puente entre 1910 y 2020 |
|                                                                 |
| INEGI.                                                          |